# 井子頭
井子頭，原寫為井仔頭，是臺灣臺中市大肚區的一個傳統地域名稱，位於該區東北部。相較於今日行政區，其範圍大致包括瑞井里不含西部邊界地帶北側、蔗廍里、自強里。

## 歷史
台灣清治末期，井子頭地區為一街庄，稱為「井仔頭庄」，隸屬於大肚中堡。該庄北與新庄仔庄為鄰，東與下七張犁庄、知高庄、山仔腳庄為鄰，東南與番社腳庄為鄰，西南邊及西邊南側為大肚庄，西邊北側為汴仔頭庄。
1901年（日明治三十四年）11月，全台廢縣廳改設二十廳，該庄隸屬於臺中廳。1903年（明治三十六年）6月，該庄編入「龍目井區」，仍隸屬於臺中廳。1909年（明治四十二年）10月，全台二十廳合併為十二廳，龍目井區隸屬不變。1920年（大正九年），全台地方制度大改正，該庄改制並雅化為「井子頭」大字，隸屬於臺中州大甲郡大肚庄，大字下有「井子頭」、「蔗廍」小字名。
戰後大肚庄改制為大肚鄉，隸屬於臺中縣，大字亦改制為村。1950年10月，中、彰、投分治，大肚鄉隸屬不變。2010年12月，隨著臺中縣、市合併為直轄臺中市，大肚鄉改制為大肚區，村亦改制為里。

## 聚落
本地區發展較早的聚落有井仔頭、犁份等，在日治期初期的官方地圖上已有記載。此外，本地區尚有中富國宅、中和國宅、中華新城、自強新城、立全社區等聚落。

## 交通
市道136號（向上路七段）是臺中市龍井區至南投縣國姓鄉龜溝的道路，大致以北偏東—南偏西走向轉西北西—東南東走向經過井子頭地區東北部近邊界地帶。由該道路向北偏東轉西北西再轉北北西可前往新庄子、國道3號龍井交流道、南勢坑、山腳與沙鹿交界地帶、山腳與鴨母寮交界地帶、鴨母寮西南端並止於省道台17線路口，向東南東可前往南屯、台中市中心、太平、國姓並止於省道台14線路口。
區道中60線（華山路，遊園路一段69巷）是大肚至井子頭的道路，其東側端點位於本地區中部偏東南的區道中75-1線路口。由此向西北西轉西蜿蜒出境後，可前往大肚地區中部偏西北地帶並止於台鐵大肚車站前。
區道中75-1線（遊園路二段～一段）是坪頂至三和村的道路，大致以北北東—南南西走向轉西北西—東南東走向再轉北北東—南南西走向再轉西北—東南走向經過本地區東部。由該道路向北北東可前往新庄子東北部並止於坪頂，向東南可前往王田與番社腳交界地帶、王田與同安厝交界地帶、王田與學田交界地帶、朥胥並止於省道台1乙線路口。

## 學校
- 慈明中學
- 瑞井國小
- 瑞峰國小

## 廟宇
- 大肚瑞安宮